# کیونان
کیونان (به لاتین: Kyonan) یک منطقهٔ مسکونی در ژاپن است که در Awa District واقع شده‌است. کیونان ۴۵٫۱۶ کیلومترمربع مساحت و ۸٬۶۹۱ نفر جمعیت دارد.